# Bitva u Mostu
Bitva u Mostu se odehrála dne 5. srpna 1421 v okolí vrchu Hněvína přiléhajícího k severní části dnešního města Most. Pražské vojsko, pod velením kněze Jana Želivského, obléhající mostecký hrad, zde bylo poraženo oddíly míšeňského markraběte Fridricha IV. Svárlivého, který v severních Čechách operoval jako zmocněnec českého, uherského a římskoněmeckého krále Zikmunda Lucemburského. Střetnutí bylo první porážkou husitů ve velké bitvě a královští vítězství využili k obležení Bíliny a Žatce.

## Předehra
Dne 30. června roku 1421 uskutečnil kněz Jan Želivský převrat, kterým sloučil Staré a Nové město Pražské do jedné obce, jejíž správou bylo pověřeno třicet nově zvolených konšelů. Posléze se věnoval organizování svatoprokopské synody, které se účastnilo duchovenstvo všech husitských obcí, a posilování svých pozic ve městě. Souběžně s touto činností organizoval vojenskou výpravu proti základnám krále Zikmunda na severu Čech, jež soustavně ohrožovaly spojence z Žatce a Loun. Nepočetná vojenská výprava vyrazila krátce po ukončení synody k Roudnici, kde měla sraz spolu se Žateckými. Spojené vojsko posléze v rychlém sledu přepadlo kláštery premonstrátek v Doksanech, benediktínek v Teplicích a cisterciáků v Oseku. Rychlým útokem pak dobylo a vypálilo město Duchcov, 12. července obsadilo Bílinu a o den později i stejnojmenný hrad. Z Bíliny odeslal Jan Želivský do Prahy žádost o další posily na výpravu proti Mostu. O podpoře tohoto tažení rozhodla velká obec 21. července a její účast byla uložena straníkům uvězněných kněží a sousedům. Této skupině bylo pod trestem smrti zakázáno ve vojsku vyvolávat třenice. Mimo tohoto odřadu se akce zúčastnili i všichni v Praze přítomní žoldnéři.

Před Most přitáhlo Želivského posílené vojsko 24. července a svůj tábor rozložilo poblíž kláštera záhražanských magdalenitek na jižním úpatí homolovitého kopce Hněvína, na jehož vrcholu stál hrad mostecký hrad, který Přemysl Otakar II. původně pojmenoval Landeswart. Želivský i jeho hejtmani se rozhodli nejprve dobýt hrad obsazený míšeňskou posádkou, neboť se domnívali, že po jeho pádu již nebudou obyvatelé Mostu vzdorovat. Aby mohli dvěma velkými puškami a dvěma praky ohrožovat hradní osazenstvo, obsadili nejprve hřeben kopce. Odtud posléze působili obleženým nemalé škody. Za této situace se velitel hradu purkrabí Nitcze Gorrentz, jenž každým dnem očekával příchod vojska míšeňského markraběte Fridricha, pokusil vést zdržovací taktiku a nabídl husitům rokování. 
| „                    | <husité> ...působili hradu veliké škody a silnými hlasy pokřikovali říkajíce: „Nedbejte, vy kacíři, kteří jste na hradě; jako jsme učinili oněm kacířům v Bílině, tak učiníme i vám, přivážeme dva syny vašeho purkrabího na kládu, jinak taras, a tak na vás učiníme útok.“ A tak strach a hrůza zranila srdce hradní posádky; vždyť věděli napřed, jak se v kratičké době zmocnili hradu Bíliny takřka nedobytného. Proto žádali o přátelské vyjednávání. A když se spolu sešli purkrabí mosteckého hradu, otec zajatých synů, s některými z vojska, prosili <jeho> synové svého otce, totiž purkrabího mosteckého hradu, aby se nad nimi smiloval a ráčil postoupiti hrad Pražanům. Ale otec chlapců se slzami odpověděl: "To nemohu učinit, a ani nesmím, protože hrad jinému svěřen k obraně. | “ |
| — Vavřinec z Březové | |   |

 Po neúspěšném pokusu vést jednání o kapitulaci, podnikli husité na pevnost útok a vypálili celé její podhradí. Teprve po této demonstraci síly projevili obležení ochotu se vzdát, avšak vrchní velitel pražanů kněz Jan Želivský byl rozhodnut s nimi tvrdě zúčtovat, neboť jak sám poznamenal: „Copak by nám bylo platno zde je nechat odejít a potom jich na jiném hradě znovu dobývat?“ Jiného názoru však byli jeho hejtmani, kteří viděli, že se jim nabízí zisk hradu bez dalších ztrát a možnost brzkého útoku na město před příchodem míšeňského vojska.

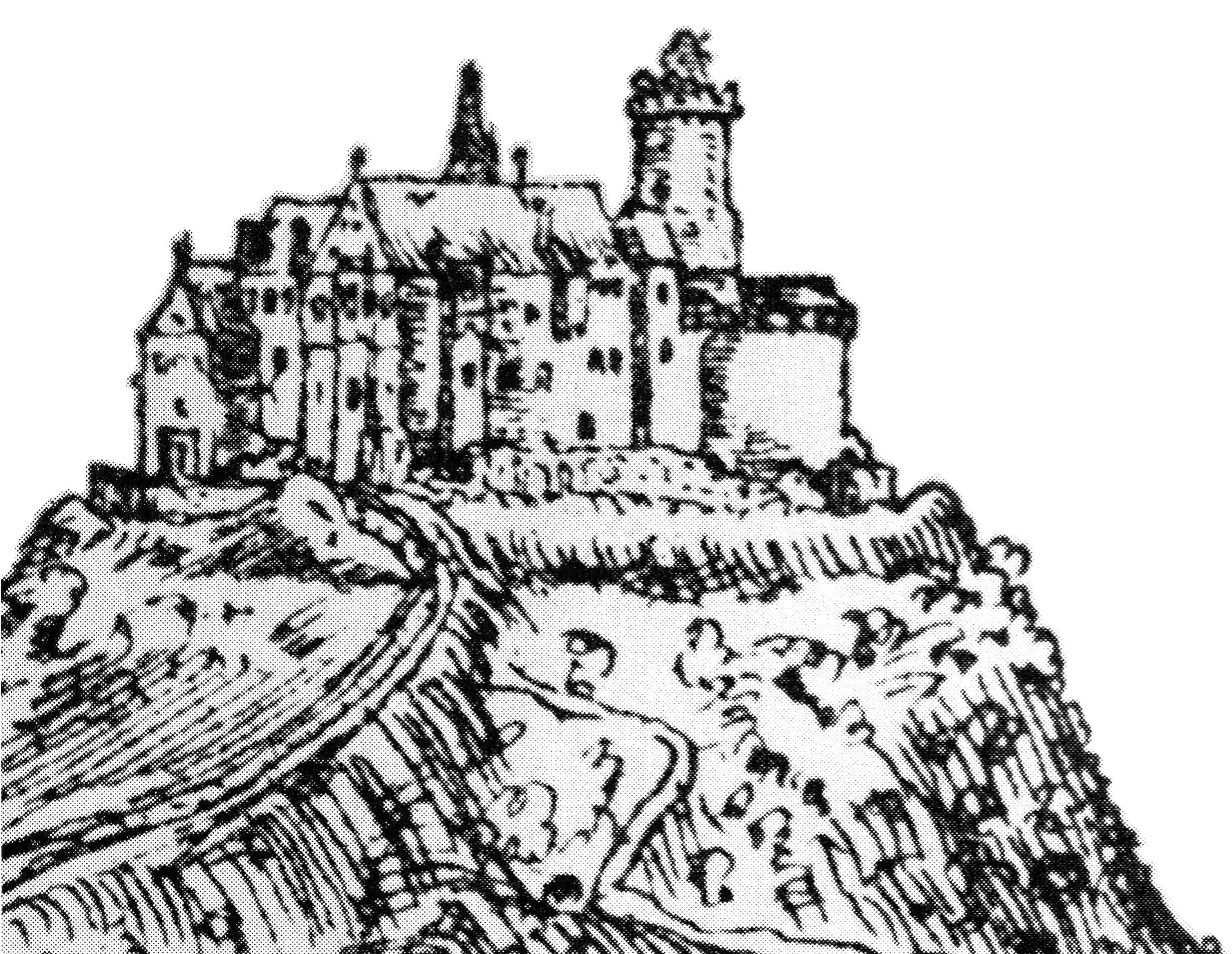
Jan Willenberg: detail rytiny z roku 1602, která je nejstarším vyobrazením mosteckého hradu

## Bitva
Oddíly míšeňských markrabat dorazily k severnímu předpolí Mostu 5. srpna. Cestou nabraly nepatrné zpoždění, neboť čekaly, až se k nim připojí spojenecké družiny českých pánů Hynka Hlaváče z Dubé, děčínského Zikmunda z Vartenberka a Mikuláše Chudého z Lobkovic. K městu vojsko nastupovalo seřazeno v bojové formaci. Také husité, oproti obvyklým zvyklostem, nevyčkávali protivníka pod ochranou vozové hradby, ale shromáždili se k útoku.

Nepříliš detailně o průběhu bitvy hovoří několik dobových pramenů různé výpovědní hodnoty. Nejautentičtější popis je zaznamenán v Husitské kronice literáta, mistra artistické fakulty pražské university a přímého účastníka husitských válek, Vavřince z Březové. Podle všech náznaků je zřejmé, že husitský kronikář nebyl příznivcem politiky Jana Želivského a toto zaujetí se patrně odrazilo i ve zveličení mostecké porážky.
| „                    | A když se Míšňané se seřazenými šiky a houfy přiblížili k hoře a Pražané se podobně se svým vojskem sešikovali k utkání s Míšňany, zmocnil se neslýchaný strach a hrůza jak vojska míšeňského, tak pražského. Neboť při srážce ti, kteří vedli šik Pražanů, dal se na útěk, a když to viděli ostatní, obrátili se všichni na útěk, zanechavše tam dva praky a toliktéž velikých pušek; a bloudíce jako ovce bez pastýře, pospíchali doraziti, neohlížejíce se nazpátek, to do Žatce, jiní do Chomutova, ostatní do Loun nebo do Slaného. A kdyby je byli Míšňané, třebas také postrašeni, honili, nebyl by vyvázl z jejich rukou žádný nebo jen málo z nich. Ale puškaři zabili mnohé z míšeňského vojska, kteří chtěli vylézti na horu. I padlo téhož dne z obou stran, jak se tvrdí, skoro tisíc osob. | “ |
| — Vavřinec z Březové | |   |

 Oproti Vavřincově práci asi nejsrozumitelněji o bitvě hovoří nepříliš obsáhlý text Třeboňské kroniky s níž se shoduje i tzv. Kronika starého pražského kolegiáta. Další, poměrně stručnou, zprávu lze dohledat v rukopisech Starých letopisů českých, jež pochází ze zápisů rozličných autorů z různých časových období, které do jednoho uceleného díla jako první soustředil historik František Palacký.
| „                             | Téhož roku na sv. Osvalda utrpěli Pražané těžkou porážku u Mostu; Pražané i jiní Čechové utekli z bojiště a nechali tu vozy, děla, praky a jiné zbraně, protože Míšeňský se na ně dobře připravil a zahnal je. | “ |
| — Ze starých letopisů českých | |   |

 Rámcově lze tedy předpokládat, že husité jako první podnikli neuspořádaný útok po dolním úbočí Hněvína, který Míšeňští byli schopni zadržet. Tvrdý odpor pražany a Žatecké překvapil, navíc je zanedlouho zaskočil i boční úder mostecké hotovosti, která spojencům vyrazila na pomoc z městské brány. Přední řady husitů zakolísaly a brzy se obrátily na ústup, který strhl zbytek vojska k panickému útěku. I když muži Jana Želivského urychleně vyklízeli bitevní pole, protivníci se k pronásledování odhodlávali jen velmi vlažně, neboť neměli jistotu, zda nejde o protivníkův taktický záměr. Veškerou jejich snahu v tomto směru směru nakonec zmařili střelci z velkých pušek, kteří měli své zbraně postaveny na vrchu Hněvíně a způsobili Míšeňským další ztráty.

## Bilance a důsledky
I když existují určité náznaky, že svědectví Vavřince z Březové, který vyčíslil ztráty na obou stranách kolem tisícovky mužů, je přemrštěné, lze se domnívat, že i přesto byly počty mrtvých a zraněných v bitvě vysoké. Husité navíc na bojišti zanechali takřka celé obléhací zařízení a utrpěli značný šrám na své reputaci. Není zřejmé, zda byl Jan Želivský ochoten pokračovat dál v boji, je však známo, že druhého dne po bitvě se vydal zpět k Praze, neboť přes noc se část jeho vojska v panice rozprchla. Porážka husitů tak nejspíš znamenala zachránění města od násilí, jež potkalo okolní města jako Bílinu a Chomutov. Zvěst o porážce se do české metropole donesla ještě před Želivského příchodem a pražská velká obec na ni jednotně zareagovala organizací nového vojska. Do pole byla vyslána hotovost tří čtvrtí, k níž se měli připojit vojáci z dalších měst hlásících se k pražskému svazu. K tomuto vojsku se připojil i táborský hejtman Jan Žižka, který se toho času v metropoli zotavoval z následků poranění druhého oka u hradu Rábí. Mezitím, co Praha formovala nové ozbrojené síly, Míšeňští oblehli Bílinu a Žatec. Tyto akce však netrvaly dlouho, neboť sotva se markrabě Fridrich dozvěděl o blížících se nepřátelích, dal povel svým vojákům k ústupu za české hranice. I přes tuto příznivou okolnost se pražané město Most znova dobýt nepokusili. Fridrich byl za úspěch v bitvě povýšen císařem Zikmundem na kurfiřta saského. Želivského porážka přispěla k postupné ztrátě jeho podpory v pražské obci, což nakonec vedlo k jeho svržení a popravě.
Díky tomu, že bitva připadla na svátek Panny Marie Sněžné, viděli katolíci ve svém vítězství její zásah, což vedlo k rozkvětu mariánské úcty v Mostě a Panna Maria začala být ctěna jako ochránkyně města Most.

#### Prameny
- BŘEZOVÉ, Vavřinec z. Husitská kronika; Píseň o vítězství u Domažlic. Praha: Svoboda, 1979. 427 s.
- Prameny dějin českých. Příprava vydání Josef Emler. Svazek VII. Praha: V komisi Dr. Grégr a Ferd. Dattel 258 s. (latinsky) [Kronika starého kolegiáta pražského].
- Ze starých letopisů českých. Praha: Svoboda, 1980. 580 s.

#### Sekundární literatura
- ČORNEJ, Petr. Velké dějiny zemí Koruny české V. 1402-1437. Praha: Paseka, 2000. 790 s. ISBN 80-7185-296-1.
- PALACKÝ, František. Dějiny národu Českého v Čechách a na Moravě. Praha: B. Kočí, 1907. 1279 s.
- ŠMAHEL, František. Husitská revoluce. 3. Kronika válečných let. Praha: Karolinum, 1996. 420 s. ISBN 80-7184-075-0.